# Coenaculum weerdtae
Coenaculum weerdtae is een slakkensoort uit de familie van de Cimidae. De wetenschappelijke naam van de soort werd in 1992 voor het eerst geldig gepubliceerd door Robert Moolenbeek en Marien J. Faber.